# 37573 Енрікокарузо
37573 Енрікокарузо (37573 Enricocaruso) — астероїд головного поясу, відкритий 23 жовтня 1989 року.
Тіссеранів параметр щодо Юпітера — 3,509.